# Janet Shibley Hyde
Janet Shibley Hyde es profesora de Psicología y Estudios de género en la Universidad de Wisconsin-Madison. Es conocida por su investigación sobre la sexualidad humana, las diferencias de sexo, el enfoque de género y la teoría feminista. Está considerada como una de las principales académicas en esta materia.

## Biografía
Hyde se licenció en matemáticas en  Oberlin College en 1969. Continuó su educación en la Universidad de California, Berkeley, donde completó su doctorado en psicología en 1972. Antes de incorporarse a la Universidad de Wisconsin-Madison, en 1986, Hyde formó parte del departamento de psicología de la Bowling Green State University (1972-1979) y de la Denison University (1979-1986). En 1996 fue nombrada Doctora honoris causa en Ciencias Sociales por la Universidad de Denison.
Su obraThe Gender Similarities Hypothesis (La hipótesis de las similitudes de género), publicada en 2005, es una referencia en la materia. En este estudio, Hyde realizó una serie de metaanálisis que documentaron la similitud de los hombres y las mujeres en la mayoría de las variables psicológicas, lo que contrasta con las diferencias que a menudo se suelen  percibir.
Los derechos ganados como coautora del libro de texto Half the Human Experience  están destinados a las becas de investigación Janet Hyde para estudiantes de posgrado, como apoyo a su doctorado de psicología en investigación feminista.Hyde también es coautora del libro de texto Understanding Human Sexuality. 
Hyde recibió el premio Ernest R. Hilgard Lifetime Achievement Award de la Asociación Estadounidense de Psicología (APA) en 2016 y el premio James McKeen Cattell Fellow, de la Asociación de Ciencias Psicológicas, en 2018. Entre los galardones recibidos anteriormente se encuentran el Premio Kinsey de la Sociedad para el Estudio Científico de la Sexualidad (1992); el Premio Heritage de la División 35 de la APA, Psicología de la Mujer (1996); el Premio Carolyn Wood Sherif de la División 35 de la APA (1998) por Men are From Earth, Women are From Earth. The Media vs. Science on Psychological Gender Differences; el Premio APA de distinción al Servicio de las Ciencias Psicológicas (2008), el premio a la Pionera en Psicología de la Mujer de la Association for Women in Psychology (2009) y el Premio del Comité de Mujeres en Psicología al Liderazgo (2014).

## Publicaciones seleccionadas
- Barnett, R. C., & Hyde, J. S. (2001). Women, men, work, and family. An expansionist theory. American Psychologist, 56 (10), 781-796.
- Hyde, J.S. (2005). La hipótesis de las similitudes de género. American Psychologist, 60 (6), 581-592.
- Hyde, J.S., Fennema, E. y Lamon, S.J. (1990). Diferencias de género en el rendimiento en matemáticas: un metaanálisis. Psychological Bulletin,107 (2), 139-155.
- Hyde, J.S., Lindberg, S.M., Linn, MC, Ellis, A. y Williams, C. (2008). Gender similarities characterize math performance. Science, 321, 494-495.
- Hyde, J.S. (1995). Psicología de la Mujer. La Otra Mitad de la Experiencia Humana. Madrid: Ediciones Morata.
- Hyde, J.S. y Linn, M.C. (1988). Diferencias de género en la capacidad verbal. Psychological Bulletin, 104 (1), 53-69.
- Hyde, J.S. y Mertz, J. (2009). Género, cultura y matemáticas. Actas de la Academia Nacional de Ciencias, 106, 8801-8807.
- Kling, KC, Hyde, J.S., Showers, C.J. y Buswell, B.N. (1999). Diferencias de género en la autoestima: un metaanálisis. Psychological Bulletin, 125 (4), 470-500.
- Oliver, MB y Hyde, J.S. (1993). Diferencias de género en la sexualidad: un metaanálisis. Psychological Bulletin 114 (1), 29-51.